# CCTV兵器科技频道
中国中央电视台兵器科技频道，原名中国中央电视台国防军事频道（开播于2006年5月8日），是中央广播电视总台旗下中数传媒的一个以传播兵器知识为主的服务性专业频道。2019年8月1日，因与全新开播的CCTV-7国防军事频道重名，故改为现名。
2020年1月1日4:00，本频道与央视其余12套付费频道的高清版本正式上星播出；标清版本至同年6月29日4:00停播。

## 主要节目

### 原有节目
- 《大家谈》
- 《影视背景》

### 新开播节目
- 《军火之源》
- 《兵器传奇》
- 《兵工启示录》

## 外部連結
- CCTV兵器科技频道节目预告（中国电视网）（页面存档备份，存于）